# 大宋提刑官2
《大宋提刑官2》是电视剧《大宋提刑官》的续集，于2007年在中国大陆地方台首播。2005年12月，该剧在横店开机。除保留了原制作班底，主要演员全部更换，演述“壮年”宋慈侦破皇家秘案的故事。

## 演员

### 主要演员
| 演员   | 角色              |
| 王庆祥 | 宋 慈             |
| 陶泽如 | 宋 皇（宋朝皇帝） |
| 刘敏涛 | 英 姑（竹英姑）   |
| 李洪涛 | 王儒璋            |
| 孙 涛  | 曹墨              |
| 苗 圃  | 玉 娘             |

### 其他演员
| 演员   | 角色   |
| 王继世 | 伍 德  |
| 谭非翎 | 杜汝圭 |
| 胡战利 | 吕蒙臣 |
| 袁 霞  | 宋 母  |
| 杨保亮 | 阚愚直 |
| 李保安 | 阚必昌 |
| 李文颖 | 薛玉贞 |
| 万海峰 | 张 堂  |
| 金 阳  | 邹少卿 |
| 徐晓伟 | 何 眘  |

## 音乐
| 曲序 | 曲目                 |        | 演唱   |
| ---- | -------------------- | ------ | ------ |
| 1.   | 《满江红》（主题曲） | 王凯娟 | 胡晓晴 |

## 相关
- 相比《大宋提刑官》由11个不同案件组成，《大宋提刑官2》是由一个大案件贯穿整个故事。
- 作为续集的《大宋提刑官2》没有再上央视黄金档，而是落户重庆影视频道等地方台，但并没有获得预期的收视效果，有观众还称其是“狗尾续貂”。[3]